# Délégation permanente des mouvements wallons
 (octobre 2017).
La Délégation permanente des mouvements wallons fut créée après le départ des parlementaires socialistes du premier exécutif informel de la Wallonie, le Collège exécutif de Wallonie, en raison du fait que le Parti socialiste belge avait déclaré, en mars 1964, l'incompatibilité de l'appartenance à cet Exécutif informel et à lui-même.

## Les quatre mouvements de la Délégation
Les mouvements wallons qui formèrent la Délégation permanente étaient le Mouvement populaire wallon, Wallonie libre, Rénovation wallonne et le Mouvement libéral wallon. Devant l'échec du Collège exécutif de Wallonie, ils prirent l'habitude de se réunir régulièrement et cela dès octobre 1964. À cette date ils lancèrent un appel aux autonomistes flamands pour leur signifier qu'ils désiraient également l'autonomie de la Wallonie et une réforme constitutionnelle instaurant le principe du Référendum d'initiative populaire.
Quatre cents délégués de ces mouvements se réunirent à Liège le 21 mars 1965 à la veille des élections législatives de mai 1965. Le rapport introductif présenté par Lucien Outers au nom de Rénovation wallonne (tendance chrétienne) est approuvé par Jacques Hoyaux de Wallonie libre (libéraux et socialistes), Robert Lambion du  Mouvement populaire wallon (socialistes communistes et syndicalistes) et le délégué du Mouvement libéral wallon. Le rapport met en cause l'immobilisme des partis traditionnels en matière de réforme de l'État (certes ces partis comptent dans leurs rangs des militants wallons mais leur voix ne peut s'y faire entendre). On sait aussi que des listes wallonnes seront présentées aux élections législatives en Wallonie mais aussi à Bruxelles (le FDF). Mais la Délégation permanente des mouvements wallons ne veut en soutenir aucun ni même donner des consignes de votes pour les militants wallons présents dans les partis traditionnels. C'est le 21 mars 1965 que se créa officiellement la Délégation permanente des mouvements wallons. Aux élections de mai 1965 ces lites constituées par des militants wallons verront l'élection de deux députés en Wallonie (François Perin à Liège, Robert Moreau à Charleroi), et de trois députés à Bruxelles (Léon Defosset, André Lagasse, René Bourgeois).

## Manifestations, requêtes, Commission européenne, action des bourgmestres wallons
La Délégation permanente remit au Premier ministre Pierre Harmel un long mémorandum sur la politique à suivre en faveur de la Wallonie. Le texte fut tiré à 20 000 exemplaires et massivement diffusé. Elle organisa aussi des événements comme le 11 juin 1966 deux caravanes de voitures partant l'une de Verviers et l'autre de Mouscron en vue de se réunir à Gosselies et illustrer ainsi l'unité wallonne. La Délégation permanente propose aussi la révision des lois linguistiques votées en 1963 pour Bruxelles, la fixation du territoire bruxellois par le biais de la consultation des habitants, l'élection d'une assemblée de l'Agglomération bruxelloise élue au suffrage universel (un point qui sera effectivement réalisé en 1971).
Elle remit aussi à la Commission européenne la demande d'exécution d'un long rapport économique sur le Sillon Sambre-et-Meuse. Jean Rey se déclara intéressé par ce rapport tout en faisant remarquer à ses auteurs que la Commission ne pouvait être juridiquement saisie d'une question que par le Gouvernement belge lui-même.
Comme le gouvernement belge n'agit pas, le bourgmestre de Liège Maurice Destenay proposa que des bourgmestres wallons s'en chargent. C'est ainsi que les bourgmestres de Namur, Mons, Seraing, Huy, Mouscron, Saint-Servais, Aubange, Saint-Mard, Liège, Verviers, Flémalle, Charleroi, Tournai, Auvelais, Athus, Messancy et la Louvière reprirent à leur compte la démarche de la délégation en direction des institutions européennes. Ils obtinrent finalement une réponse favorable, mais le Gouvernement belge tomba alors sur la Crise de Louvain. Le gouvernement suivant fut une coalition entre socialistes et démocrates-chrétiens décidé à prendre en charge les problèmes institutionnels. Il fut appelé le gouvernement Eyskens- Merlot. C'est précisément Jean-Joseph Merlot qui donna une suite favorable à la demande de la Délégation permanente.
Une autre initiative de la Délégation fut d'inspirer plusieurs parlementaires à créer une Interprovinciale wallonne, en vue d'ébaucher la constitution d'une première personnalité juridique de la Wallonie, notamment Victor Barbeaux et Jean Duvieusart.

## Deuxgrandes journées wallonnes
Le 22 février 1969, la Délégation permanente organise son premier Congrès en présence de 620 délégués réunis à Namur. Jacques Yerna devient président du Mouvement populaire wallon alors qu'André Genot retrouve ses responsabilités syndicales nationales. Il est décidé d'organiser une Grande journée wallonne le 19 avril. Deux congrès extraordinaire de régionales de la FGTB se tiennent à Namur et Arlon. Il y a de nombreux arrêts de travail dans toute la Wallonie. Dans le Hainaut un cortège de voitures remettra les revendications des mouvements à 70 administrations communales. A Nivelles huit cortèges, rejoints notamment par les congressistes FGTB de Namur, convergent vers le centre de la localité dirigée par Jules Bary, où un meeting a lieu en présence de milliers de personnes.

Les 18 avril et 22 mai 1969 deux très grandes manifestations cette fois organisées par la FGTB et la CSC en Front commun syndical et avec les mouvements wallons auront lieu à Liège et Charleroi réunissant dans les deux villes 60 000 personnes qui reprennent la plupart des thèmes de la Délégation permanente. Philippe Destatte analyse de cette façon les événements en soulignant les convergences de diverses initiatives 
« Le 22 février 1969, les quatre mouvements wallons se réunissent en congrès à Jambes pour affirmer à nouveau, sur base d'un rapport de Jacques Yerna que, en matière de décentralisation économique, il n'y a pas de solution aux problèmes actuels en dehors d'un transfert effectif au niveau de la région et d'un véritable pouvoir économique. Réuni en Congrès à Namur le Rassemblement wallon énumère - l'orateur est François Perin -, les cinq principes fondamentaux qu'il entend voir respecter: l'autonomie des régions, la mise en place d'institutions régionales, leur délimitation en tenant compte de l'avis des populations concernées, la création au niveau national d'une assemblée paritaire et la reconnaissance à la population bruxelloise d'assurer l'autogestion de ses affaires. La même revendication s'affirme à la 51e semaine wallonne du Mouvement ouvrier chrétien qui se tient à Cointe en avril et conclut à la nécessité de mettre en place un pouvoir wallon. On assiste même à la naissance d'un front syndical wallon. Ainsi, plus de 60 000 Wallons se retrouvent à Charleroi le 18 avril et presque autant à Liège le 22 mai pour célébrer le printemps wallon. Ils exigent de commun accord avec les Régionales wallonnes de la FGTB et de la CSC, la décentralisation économique et l'organisation d'un pouvoir wallon. »

## Le Mouvement libéral wallon rompt avec la Délégation
Mais cette manifestation tend à diviser aussi la Délégation permanente des mouvements wallons car le Mouvement libéral wallon a refusé d'y participer, tandis que les militants de Wallonie libre estiment que le fédéralisme est dépassé.

Comme le Gouvernement de Gaston Eyskens a abouti à la reconnaissance des Communautés de Belgique (autonomie culturelle) mais non des Régions de Belgique (autonomie économique), la Délégation permanente des mouvements wallons tiendra une dernière conférence de presse commune pour dénoncer cette priorité donnée à l'"autonomie culturelle, exigence flamande, plutôt qu'à l'autonomie économique, exigence wallonne: 
«  Au cours d'une conférence de presse (24 février), la Délégation unanime, dénonce la déclaration insuffisante du Premier ministre Eyskens en matière d'autonomie régionale (donc économique), l'absence de simultanéité dans l'octroi de l'autonomie culturelle, sociale et économique, ainsi que le sort réservé à Bruxelles enclavé dans ses 19 communes.  »

Dans la suite, le Mouvement libéral wallon quittera la Délégation permanente. Celle-ci va permettre la conjonction de forces de gauche et fédéralistes avec Max Bastin, Jacques Yerna, Germain Capelleman qui fonderont le Groupe B-Y qui publiera deux volumes de propositions politiques analysées par des économistes, sociologues, hommes politiques, à la fois chrétiens et socialistes dans l'esprit du Rassemblement des progressistes et du Mouvement wallon. Dans les mouvements wallons, il y a alors, même entre les trois mouvements encore membres de la Délégation une dispersion des initiatives et un embarras quant à l'action la plus utile à mener: Wallonie Libre demande que l'on convoque les États Généraux de Wallonie en 1975, Jean-Maurice Dehousse et Robert Lambion lancent l'idée de rassembler un nouveau Congrès national wallon (en 1976); idée reprise également par Paul-Henry Gendebien qui fait opérer au Rassemblement wallon qu'il préside le tournant à gauche du Congrès du RW du 2 décembre 1976. Les trois mouvements wallons de la Délégation, alors présidée par Robert Gillon se réunisse à Liège peu après le Congrès du RW, le 18 décembre 1976. Robert Gillon tirent les conclusions suivantes de l'assemblée commune: les trois mouvements wallons
«  lient le déclin économique de la Wallonie à sa minorisation politique; ils associent les revendications de fédéralisme et de réformes de structure; ils exigent une assemblée wallonne élue et un exécutif propre; l'application du 107 quater serait un bon pas en avant. Ils veulent aussi la régionalisation du crédit et de l'énergie ainsi que les moyens pour la Wallonie de contrôler son épargne. »
À partir de 1977 un nouveau contexte se crée avec l'accord sur la réforme de l'État appelée Pacte d'Egmont signé entre le FDF, la Volksunie, le PSB, le PSC et le CVP. Léo Tindemans fait capoter cet accord en démissionnant de manière spectaculaire en septembre 1978. Les mouvements de la Délégation en appellent alors à une union des francophones. Le 11 mars 1979 une importante manifestation a lieu dans les Fourons réunissant les mouvements de la délégation ainsi que les grandes forces politiques et syndicales wallonnes (socialistes, FDF, Rassemblement wallon, syndicalistes de la FGTB et de la CSC, mouvements wallons). Le MPW et la FGTB qui lui est liée s'éloigne alors de la Délégation. Un accord a été signé entre l'aile wallonne du PSB et la FGTB sur la réforme de l'État en 1972 et c'est sur cela que comptent avant tout les militants wallons. La Régionalisation définitive est votée en août 1980 que Robert Gillon président de la Délégation permanente juge insuffisante. Paul Delforge estime que ce sera la dernière manifestation des mouvements wallons volontaristes réunis au sein de la Délégation permanente des mouvements wallons.